# Zbór Warszawa-Wola Kościoła Zielonoświątkowego
Kościół Zielonoświątkowy, Zbór Warszawa-Wola – zbór Kościoła Zielonoświątkowego w RP znajdujący się w Warszawie. Zbór powstał we wrześniu 1984 roku i nosi popularną nazwę „Chrześcijańska Wspólnota Ewangelii”.
Obiekt, w którym się mieści zbór był Dworkiem Schneiderów i wpisany został na listę zabytków (BEM01007).

## Historia
Początki tej Wspólnoty sięgają końca lat 70. XX wieku i mają związek z działalnością warszawskiego zboru, mieszczącego się przy ul. Zagórnej. Zbór warszawski od 1947 do 1987 stanowił część Zjednoczonego Kościoła Ewangelicznego (ZKE). W latach 70. wyłoniła się z niego grupa modlitewna skupiona wokół braci Mieczysława Kwietnia i Waldemara Lisieskiego. Jej członkom nie wystarczały niedzielne nabożeństwa, pragnęli jak najwięcej przebywać razem w Obecności Bożej, spędzając czas na modlitwie, czytaniu Biblii i dzieleniu się Słowem i świadectwem życia. Studiując Biblię starali się znaleźć odpowiedź na pytania związane ze swoim życiem, świadectwem i służbą. W 1984 r. grupa modlitewna przekształciła się w zbór domowy, który w ówczesnych realiach politycznych został formalnie zalegalizowany jako IV Zbór warszawski ZKE. Zbór nosił również nazwę Chrześcijańska Wspólnota Ewangelii.
Początkowo nabożeństwa odbywały się w prywatnych mieszkaniach członków przy ul. Zagórnej 10, później w Al. Niepodległości i na Solcu. Z czasem, kiedy przybywało członków i sympatyków, gdy coraz trudniej było im się pomieścić w maleńkich blokowych mieszkankach, zbór włączył do swych modlitw prośbę o nowe miejsce spotkań, równocześnie zbierając fundusze i poszukując odpowiedniego domu. W sierpniu 1987 roku Chrześcijańska Wspólnota Ewangelii przeniosła się do swojej nowej siedziby przy ul. Połczyńskiej 59 pod oficjalną nazwą Zbór Warszawa-Wola Kościoła Zielonoświątkowego. Po reorganizacji ZKE w lutym 1988 roku, zbór domowy kontynuował swoją działalność w ramach Kościoła Zielonoświątkowego.
Pierwszym pastorem był Waldemar Lisieski (ur. 1936), inżynier elektronik, autor licznych publikacji z zakresu promieniowania gamma, także redaktor Głosu Ewangelii z Warszawy.

## Świadectwo i służba

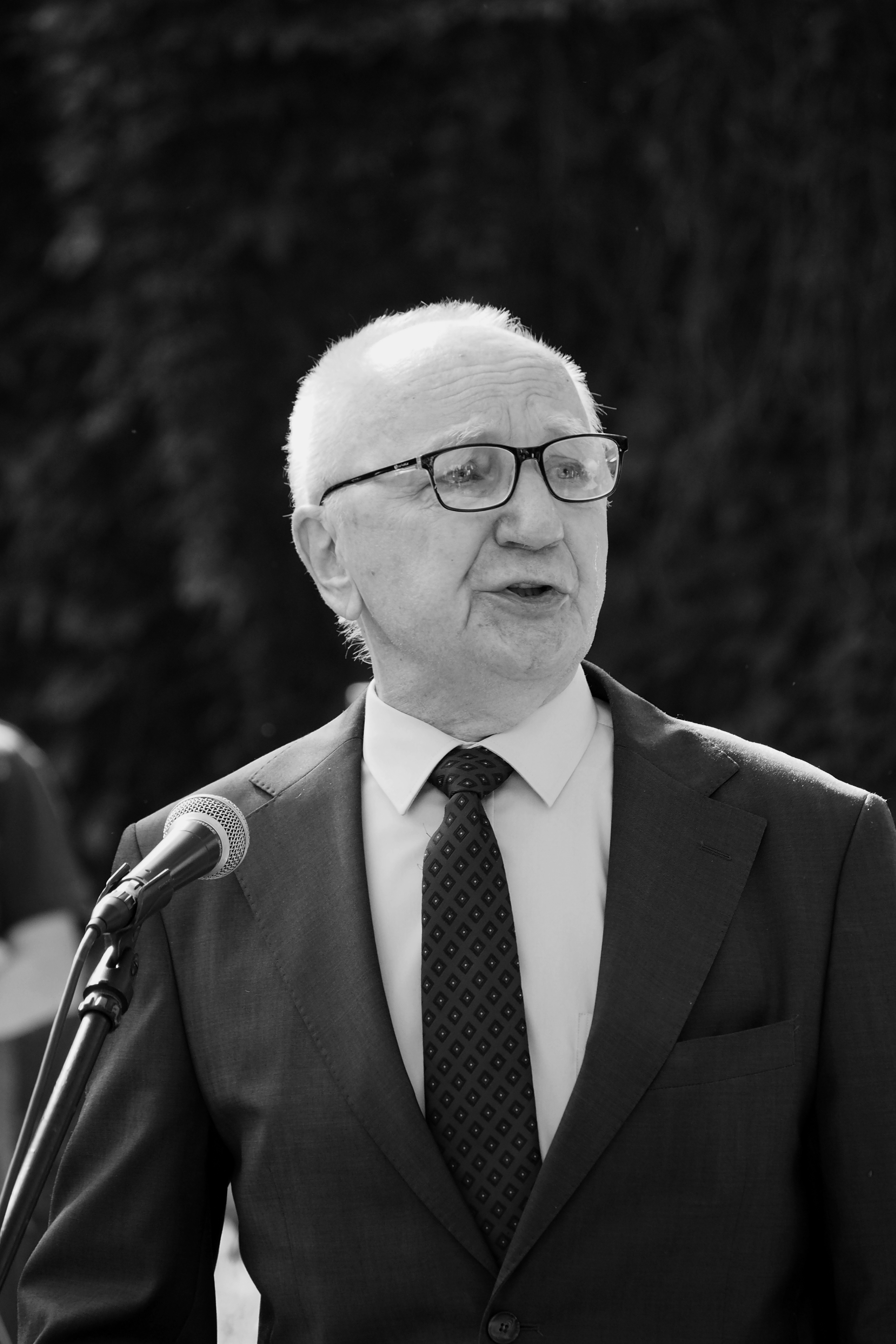
Lisieski głosi na pogrzebie Kwietnia.

Zbór podejmował różne działania. Od 1977 roku, przez 11 lat organizował wspólne letnie wyjazdy do Teofilowa k. Spały, poświęcone głównie lekturze Pisma Świętego. Do tradycji zboru należą też kilkudniowe – wiosenne i jesienne – konferencje biblijne, z udziałem gości z kraju i zagranicy. W minionym okresie organizatorzy tych spotkań nie raz przeżywali trudne chwile podczas nalotów „smutnych panów”.  
W Zborze odbywają się nabożeństwa niedzielne, studia biblijne i nabożeństwa modlitewne oraz praca wśród dzieci w Szkole Niedzielnej. Członkowie Zboru odwiedzają areszty i więzienia, grają w zespole muzycznym, wraz z Organizacją Gedeonitów rozpowszechniają teksty Nowego Testamentu w szkołach i szpitalach. Zbór liczy ok. 60 członków, opiekę duchową pełni pastor i Rada Starszych. W nabożeństwach niedzielnych uczestniczy też ok. 20 przyjaciół i gości.
W 1987 roku zbór przeniósł swoją siedzibę do zakupionego budynku przy ul. Połczyńskiej 59. W budynku znajduje się sala modlitewna, oraz pomieszczenia w których odbywają się zajęcia dla dzieci.
Na koniec 2010 roku zbór skupiał 84 wiernych, w tym 50 ochrzczonych członków.